# 勝間田城
勝間田城（かつまたじょう）は、静岡県牧之原市勝田にあった日本の城。静岡県指定史跡。

## 概要
城主勝間田氏は古くから当地（勝田庄）を本領とし、鎌倉時代には御家人、室町時代には奉公衆として幕府に仕え、鎌倉後期に『夫木和歌抄』の選者である勝間田長清を輩出するなどした名族である。勝間田城の南西、菊川流域を支配した横地城の横地氏とは同族とされる。
城跡は、牧ノ原台地から駿河湾に注ぐ勝間田川の上流部となる標高130メートルほどの丘陵地にある。築城年代は15世紀半ば頃と考えられている。尾根の最上部に「本曲輪」・「二の曲輪」・「三の曲輪」という三つの主要区画があり、周囲の稜線にも曲輪や堀切、土塁、空堀などが残っている。現在は発掘調査ののち史跡公園となり、遺構のほか駐車場やトイレなども整備されている。
1476年（文明8年）、今川義忠に攻められ横地城とともに落城した。